# Trans-Val-de-Marne
O Trans-Val-de-Marne, frequentemente abreviado como Tvm, é um corredor de ônibus de tipo veículo leve sobre pneus (VLP) operado pela Régie Autonome des Transports Parisiens (RATP) sob o índice interno 14. Esta linha de ônibus inaugurada em 1 de outubro de 1993, quase inteiramente em faixa própria, é destinada a facilitar as viagens de subúrbio a subúrbio no interior do departamento do Vale do Marne, na Ilha de França. Ela substitui a antiga linha RATP 392, que ligava, desde 1969, a estação de Saint-Maur - Créteil à parada Marché d'Intérêt National-Porte de Thiais, situada em Rungis.
Ele conecta a estação de Saint-Maur - Créteil à estação de La Croix de Berny e atende a trinta e duas estações ao longo de quase vinte quilômetros. Goza de um estatuto especial porque embora seja uma linha de ônibus, já se encontra inserida administrativamente pela RATP no "Modo T" , aquele que reagrupa as linhas de tramway.

## História

### Cronologia
- 1 de outubro de 1993: entrada em serviço entre Saint-Maur - Créteil RER e Rungis - Marché International e operação com ônibus articulados de tipo PR 180.2;
- 1997 a 2001: teste de modelos de bondes sobre pneus;
- 6 de outubro de 2003: substituição do PR 180.2 por novos ônibus articulados de tipo Agora L "Euro 3";
- 21 de julho de 2007: extensão para o oeste de Rungis - Marché International para Antony - La Croix de Berny RER;
- 7 de setembro de 2011: fechamento da estação Bas Marin e inauguração da estação Carrefour de la Résistance;
- verão de 2013: substituição do Agora L «Euro 3» pelos ônibus articulados de tipo Lion's City G. O Agora L Euro 3 são transferidos para as linhas 150 e 187.
- verão de 2017: substituição do Lion's City G por ônibus articulados de tipo Citaro G C2. Os Lion's City são transferidos para as linhas 31, 91 e PC.

### Projeto Orbital
Em 1989, o Sindicato de Transportes Parisienses (STP), ancestral do Sindicato de Transportes da Île-de-France (STIF), pretendia instalar dois transportes públicos de contorno na capital. De fato, Jean-Michel Paumier, então diretor de desenvolvimento da RATP, explicou nesta ocasião que a ambição da agência era ter nos subúrbios próximos e médios uma rede de malha do mesmo tipo que a existente na Paris intramuros. muros. Chamado "Orbital", este projeto é ambicioso por ter como objetivo a criação de duas circulares de transporte público em torno de Paris, e a ligação de várias linhas de metrô existentes com o primeiro círculo assim criado.
Está no marco do projeto global "Orbital", e mais especificamente no quadro do 11º Plano Estado-Região (1994-1998), de lançamento do projeto de criação da Tvm. O objetivo é criar uma nova linha de ônibus em faixa própria protegido, que é proibida para carros, entre o Mercado Internacional de Rungis e a estação RER A de Saint-Maur-Créteil.
Finalmente, pretendia-se que esta linha fosse integrada no projeto "Grand Tram", Evolução do projeto "Orbital". Em direção a uma rede de eléctricos com contorno da capital, incluindo assim as linhas T1 e T2 . Foi então previsto que, a longo prazo, o Tvm seria convertido em uma linha de bonde.

### Nascimento do Tvm

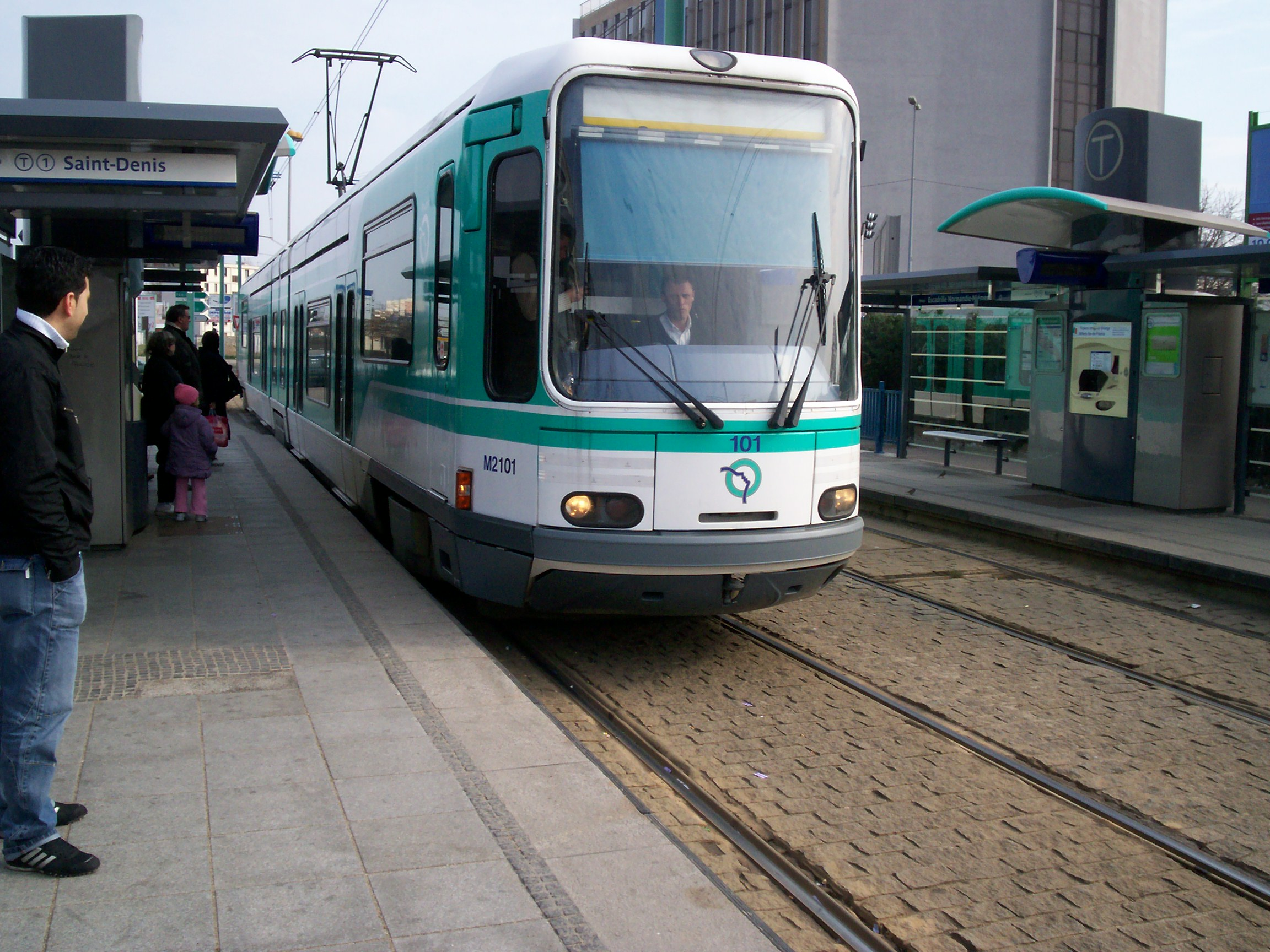
A linha de bonde T1 é a precursora da Tvm, em termos de conexões suburbanas.

O trabalho começou em 1988 e, após cinco anos de trabalho, em 1 de outubro de 1993, após ser inaugurado em 29 de setembro de 1993, a Tvm, é colocada em serviço entre Saint-Maur-Créteil RER e o Mercado Internacional de Rungis, prestando assim serviço a 23 novas estações, distribuídas por cinco comunas: Saint-Maur-des-Fossés, Créteil, Choisy-le-Roi, Thiais e Chevilly-Larue. Para seu funcionamento, a RATP usou ônibus articulados do tipo PR 180.2. Esta linha está incluída administrativamente pela RATP no "Modo T". Nesta ocasião, o ancestral do SIEL, Alexis, foi colocado em operação.
Para Francis Lorentz, então CEO da RATP, esta nova linha ilustrou a vontade da gestão, "devido às novas restrições de desenvolvimento na Ilha-de-França, de se concentrar nos eixos dos subúrbios aos subúrbios". O seu lançamento foi muito proposto pela RATP visto que atendeu à necessidade de "preste mais atenção ao viajar de subúrbio a subúrbio, não apenas por ônibus clássicos, mas por meios que, por sua velocidade, conforto, regularidade, podem ser comparados com o que o metrô oferece em Paris e, portanto, pode realmente competir com o carro". Ainda segundo Francis Lorentz, após a entrada em serviço da linha do bonde T1, entre Bobigny e Saint-Denis, constituiu-se a criação do Trans Val-de-Marne "um segundo exemplo desse tipo".
O Tvm foi assim considerada para a RATP como uma conquista original, o que permitiu demonstrar que a sala de controle não era dedicada apenas a radiais, a Paris intramuros, ou a equipamentos pesados e ferroviários. Em 1993, a RATP então previu até o ano 2000, multiplicar essas criações de linhas de subúrbio a subúrbio para completar seu sistema em torno de Paris, facilitando assim as viagens.

### Testes de tramway sobre pneus
Entre o final de 1997 e 2001, a RATP testou dois tipos de tramways sobre pneus em um trecho experimental, indo da parada René Panhard até a parada Bas Marin, especialmente equipada com um único trilho central como o Translohr, para fins de experimentação: o TVR (Bombardier) e o Translohr (Lohr) embora também tenha sido planejado para o Stream da Ansaldo. No entanto, o Civis também teria sido testado. Na verdade, o bonde seduz, de novo, os tomadores de decisão.
Depois de ter sido rejeitado por quarenta anos, devido a um custo e tempo de construção relativamente elevados, o bonde sobre pneus, então uma inovação, revelou-se uma solução atrativa, pois limita consideravelmente os custos de instalação que apresenta uma importante vantagem em facilitar, a um custo menor, o desenvolvimento de novas linhas de transporte público na região.
Esse processo de experimentação teve início no final de 1997 com o bonde sobre pneus da empresa Bombardier Transport, o TVR para Transporte em Via Reservada. Esses testes permitiram aos tomadores de decisão determinar todas as vantagens deste veículo. Guiado por um trilho central mas com pneus, ele pode realmente sair de seu trilho guia e, em seguida, se comportar como um ônibus, subir ladeiras maiores que 10 % e dirigir-se a sua garagem, sem precisar ser alimentado eletricamente por catenária ou fio de contato. De fato, as baterias localizadas no teto podem oferecer ao bonde com pneus uma autonomia de vários quilômetros. Então, a partir de novembro de 2000, foi a vez do Translohr, da empresa alsaciana Lohr Industrie, ser testado, nos dois quilômetros eletrificados, que conclui o experimento.

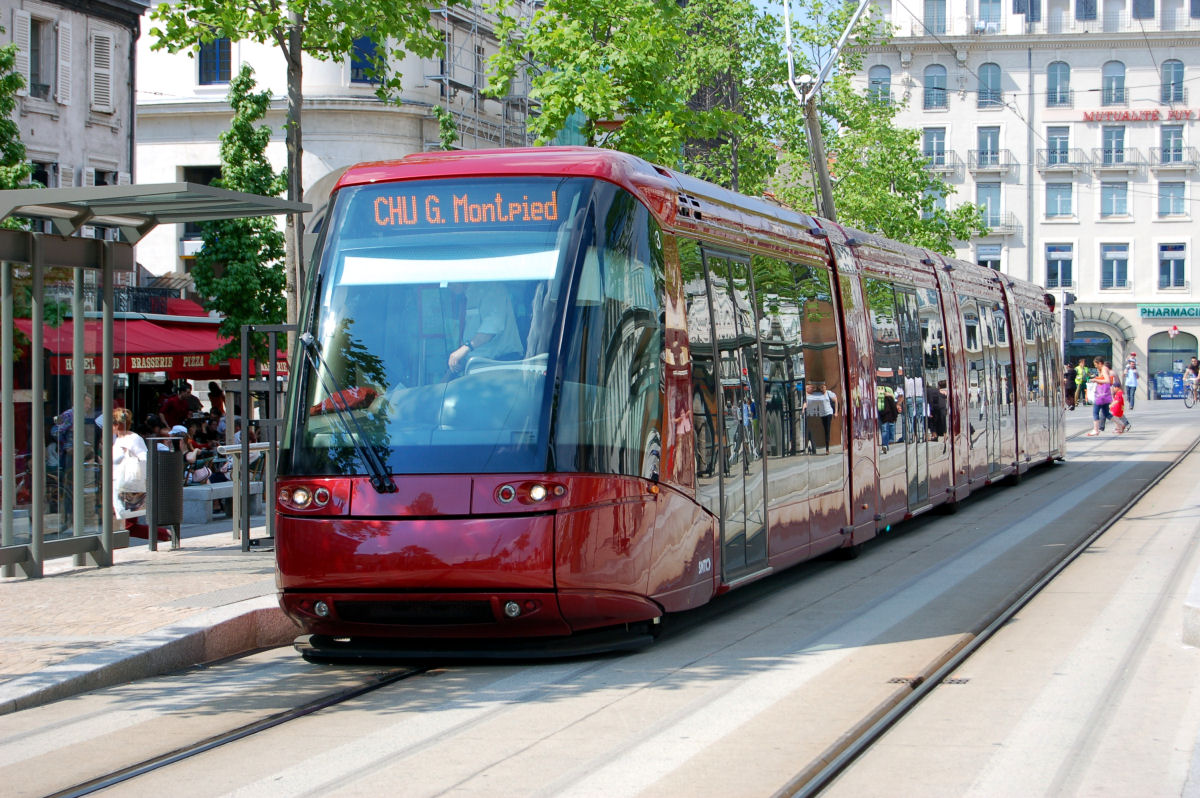
Translohr em Clermont-Ferrand

No entanto, a RATP expressou algumas dúvidas sobre o bonde sobre pneus, embora a designer do Translohr da Lohr Industrie, Alice Ullmann, tenha argumentado a favor do veículo. Para ela, é a solução para locais onde é impossível instalar energia elétrica, já que se beneficia de baterias. Além disso, ela acrescentou que o bonde sobre pneus custaria muito menos que "seu primo no trilho", que o trabalho sobre a estrada seria menos importante e que o custo por quilômetro, então, seria muito menor do que a do bonde tradicional.
Mas Alain Luberne, então responsável por novos tipos de transporte na RATP, não está convencido do argumento do preço. Com efeito, para ele, não é o facto de colocarmos um ou dois trilhos que mais custa, mas sim porque as cidades aproveitam sistematicamente a chegada do bonde para o lançamento de grandes obras. Além disso, o bonde clássico tem uma capacidade maior do que o bonde sobre pneus: o número de passageiros que pode transportar é frequentemente superior a cem pessoas. Esta é a razão pela qual Guy Bourgeois, então diretor do departamento de estratégia da RATP, concluiu que, em linhas bastante frequentadas, a escolha do bonde sobre pneus poderia criar um problema real.
Apesar de concluído em 2001, os últimos vestígios da experiência não desapareceram até 2007 com a retirada do trilho central seguida do enchimento do canal, desaparecendo a seguir à instalação de um novo revestimento no corredor, então o antigo, por ocasião da extensão da linha para Antony.
Estas experiências foram tidas em consideração na escolha, pelo Sindicato de Transportes da Île-de-France, entidade organizadora do transporte da Ile-de-France, do Translohr para a exploração da linha T5 (Saint-Denis - Garges) em serviço desde julho de 2013 e da linha T6 (Châtillon - Vélizy) aberto desde 13 de dezembro de 2014.

### Segunda juventude

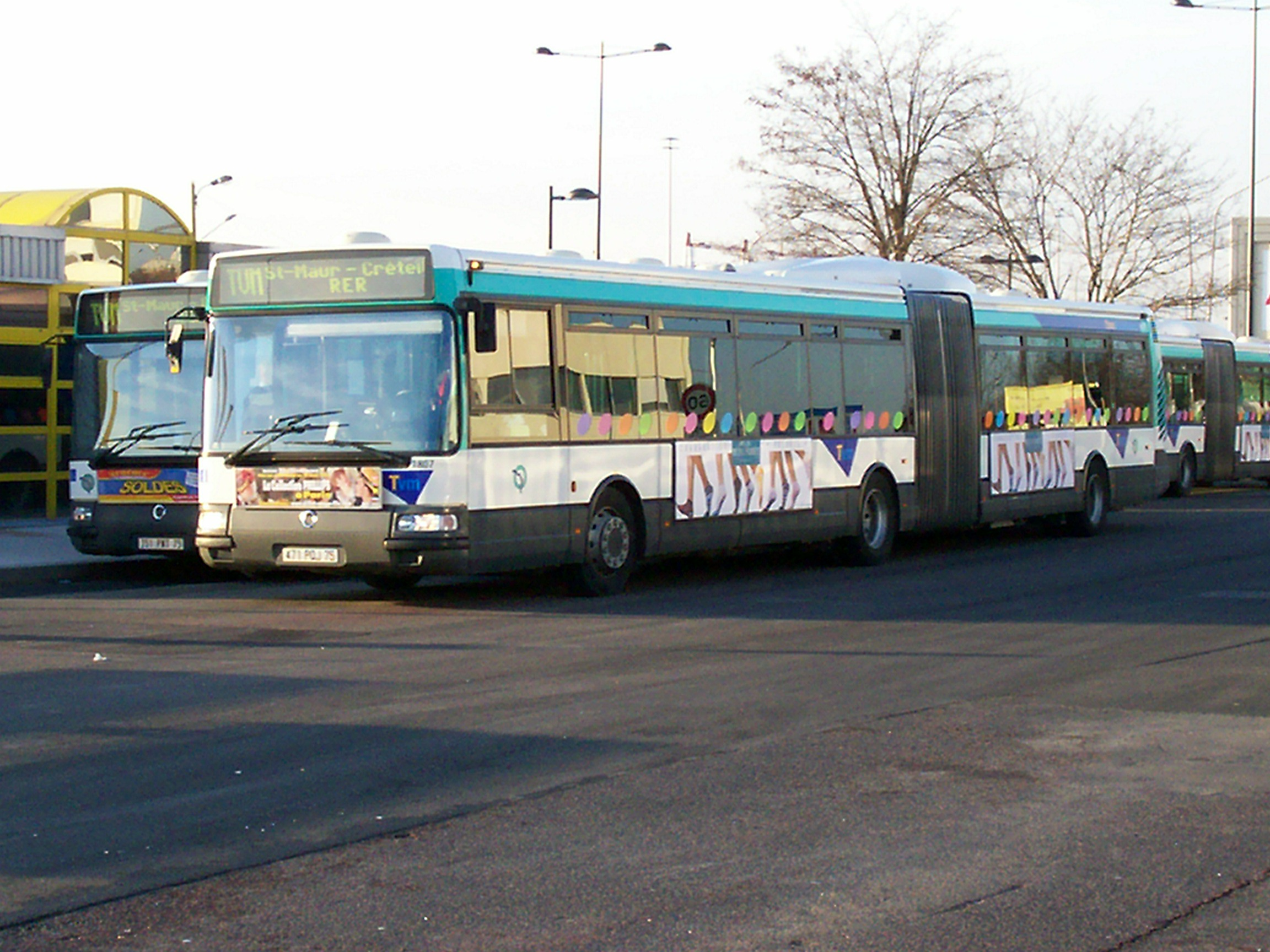
Os Agora L nos 1733 e 1807 com pintura original com discos Bus Attitude, em janeiro de 2006.

Em 6 de outubro de 2003, após dez anos de serviço intensivo, os últimos PR 180.2 foram substituídos por 19 novos ônibus articulados do tipo Agora L "Euro 3", Ao contrário dos seus antecessores, pela nova decoração específica e específica da linha e pela acessibilidade mais fácil ao autocarro para pessoas com mobilidade reduzida (PRM) devido ao seu piso rebaixado sem degraus de acesso enquanto os autocarros anteriores possuíam piso elevado, com o precisa subir degraus para acessá-los. A chegada do Agora significou também o desaparecimento dos últimos compostores mecânicos Camp, bem como a substituição do Alexis pelo SIEL, um sistema de informação em tempo real, funcionalmente próximo do Alexis, do qual a Tvm beneficiou de seu lançamento.
Depois, alguns anos mais tarde, o STIF pretendia tornar o serviço permanente, ou seja, fazer funcionar a linha 24 horas por dia, porque era necessário melhorar as condições de acesso ao Mercado Internacional de Rungis, promovendo assim as viagens ainda durante a noite, porque muitos funcionários trabalham lá tarde da noite e/ou muito cedo pela manhã para receber e redistribuir as milhares de toneladas de produtos que por lá passam todos os dias. Aprovada pela direção do STIF em abril de 2006, esta decisão foi aprovada por Daniel Davisse, vice-presidente do Conselho Geral, que a considerou uma excelente notícia para o desenvolvimento do transporte público suburbano em suburbano. As pessoas que moram nos subúrbios devem ser evitadas sistematicamente, tendo que passar por Paris para suas viagens. Para Jean-Marie Pionnier, grossista do MIN, esta situação pode melhorar as condições de transporte e reduzir a carona solidária. Por fim, o Tvm não foi ampliado, mas uma nova linha de ônibus é colocada em funcionamento, durante a noite de sábado 9 a domingo 10 de dezembro de 2006, a linha Noctilien 71, novo equivalente noturno do Tvm.

### Extensão para Antony

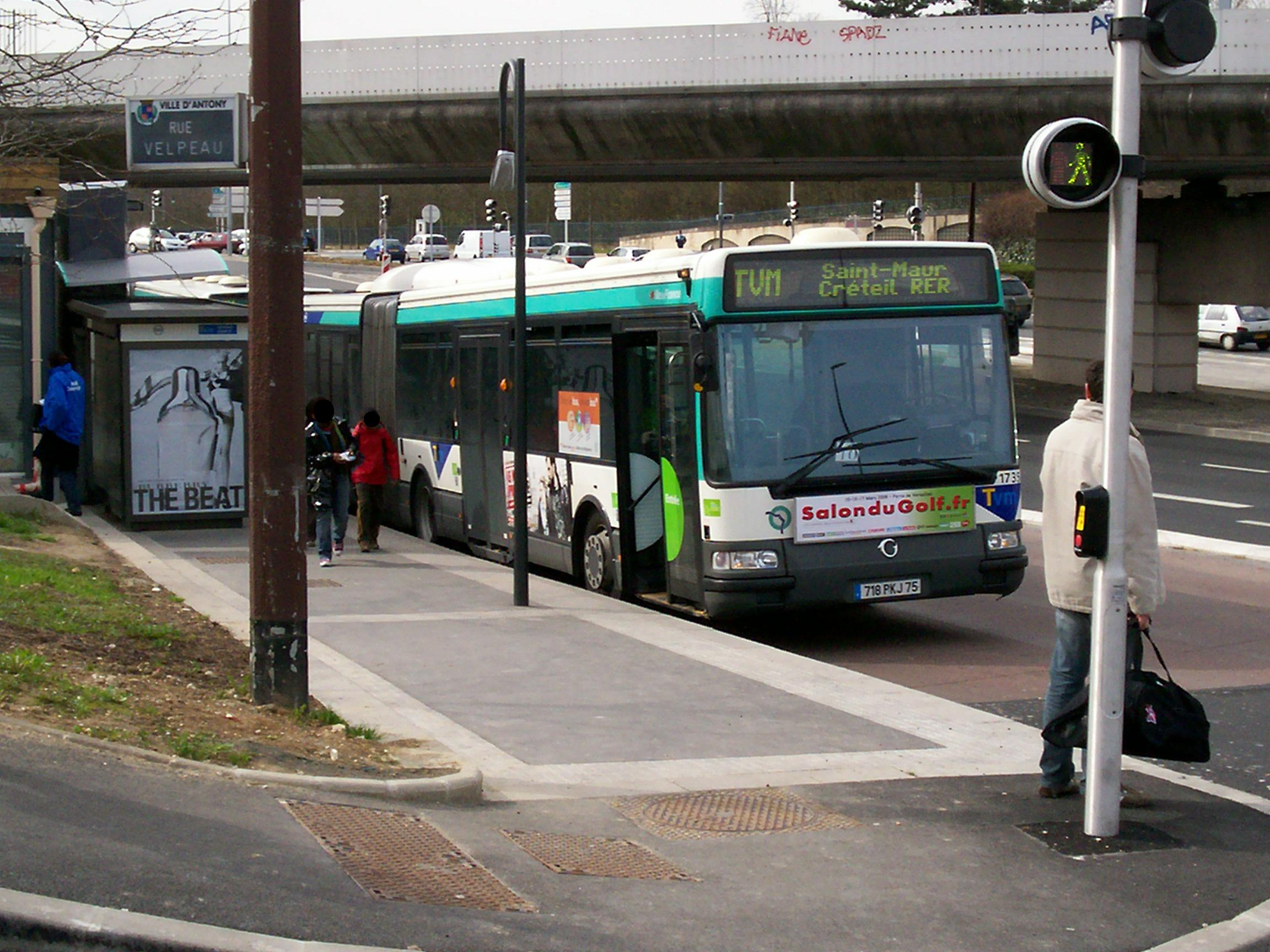
O Agora L no 1735 no terminal RER La Croix de Berny, em março de 2008.

Em outubro de 1997, após o comissionamento do primeiro trecho da Tvm, a RATP lançou o projeto de extensão da linha, em sete quilômetros, do Mercado Internacional de Rungis à estação de La Croix de Berny, em correspondência com o RER B, servindo nove novas estações espalhadas por três cidades no oeste de Val-de-Marne. Este projeto foi incluído no contrato de planejamento estadual-regional de 2000-2006. Anunciado durante anos e frequentemente adiado, tendo o STIF anunciado por algum tempo a encomenda da prorrogação no início de 2003, o projeto só foi concluído no início de 2004 com a aprovação do Conselho. da convenção de financiamento da extensão.
Assim, os trabalhos iniciaram-se em junho de 2005, com o gestor do projeto, a RATP, a um custo estimado em mais de quarenta e cinco milhões de euros. Para efeito de ampliação, foi necessário atravessar três rodovias: A6, A86 assim como A106, via expressa que liga o Aeroporto de Orly à Rodovia A6. Para isso foram construídas duas pontes: uma, com 105 metros e a segunda, com 185 metros. Estas obras tiveram início em abril para a travessia da A106 e em maio para a da A86 e resultaram na colocação noturna dos tabuleiros da ponte, após terem sido montados junto ao local, o que exigiu encerramento parcial e de curta duração destas rotas. Mas em julho de 2005, apenas paliçadas e cabanas de construção foram instaladas na zona hoteleira de Rungis. Assim, as obras, que deveriam estar concluídas no final de 2006, para o comissionamento da TVM no primeiro trimestre de 2007, ainda não haviam sido iniciadas, o que já causou três meses adicionais de atraso.
A construção das pontes começou em 10 de maio de 2006, por aquele que mede a A106. Para fazer isso, o eixo foi fechado em ambas as direções entre 21h30 e 6 horas da manhã, entre Orly e a ligação A6a - A6b para permitir a instalação dos elementos da plataforma da estrutura. Essa obra exigiu a utilização de dois guindastes rodoviários, para a instalação de caixões metálicos, um deles de 700 toneladas e o outro de 300 toneladas. Para os residentes, medidas foram postas em prática para limitar o incômodo causado por este local de trabalho noturno. Assim, a RATP enviou uma carta informativa aos moradores da região. Para a segunda ponte, o presidente do Conselho Regional da Ilha de França, Jean-Paul Huchon, veio visitar o local na terça-feira 23 de maio de 2006 à tarde. A partir de então, de acordo com o cronograma atualizado, a extensão da Tvm para oeste deveria ser concluída no decorrer de 2007. Não devemos esquecer que este trabalho poderia ter ocorrido porque os tribunais indeferiram as associações de moradores: eram pessoas de Rungis e proprietárias de um hotel Campanile. Em troca, a RATP planejou informar os residentes com bastante regularidade sobre o andamento das obras e qualquer inconveniente que isso pudesse resultar: foi distribuído um jornal nos distritos em causa, o que explica a importância da comunicação face às obras.

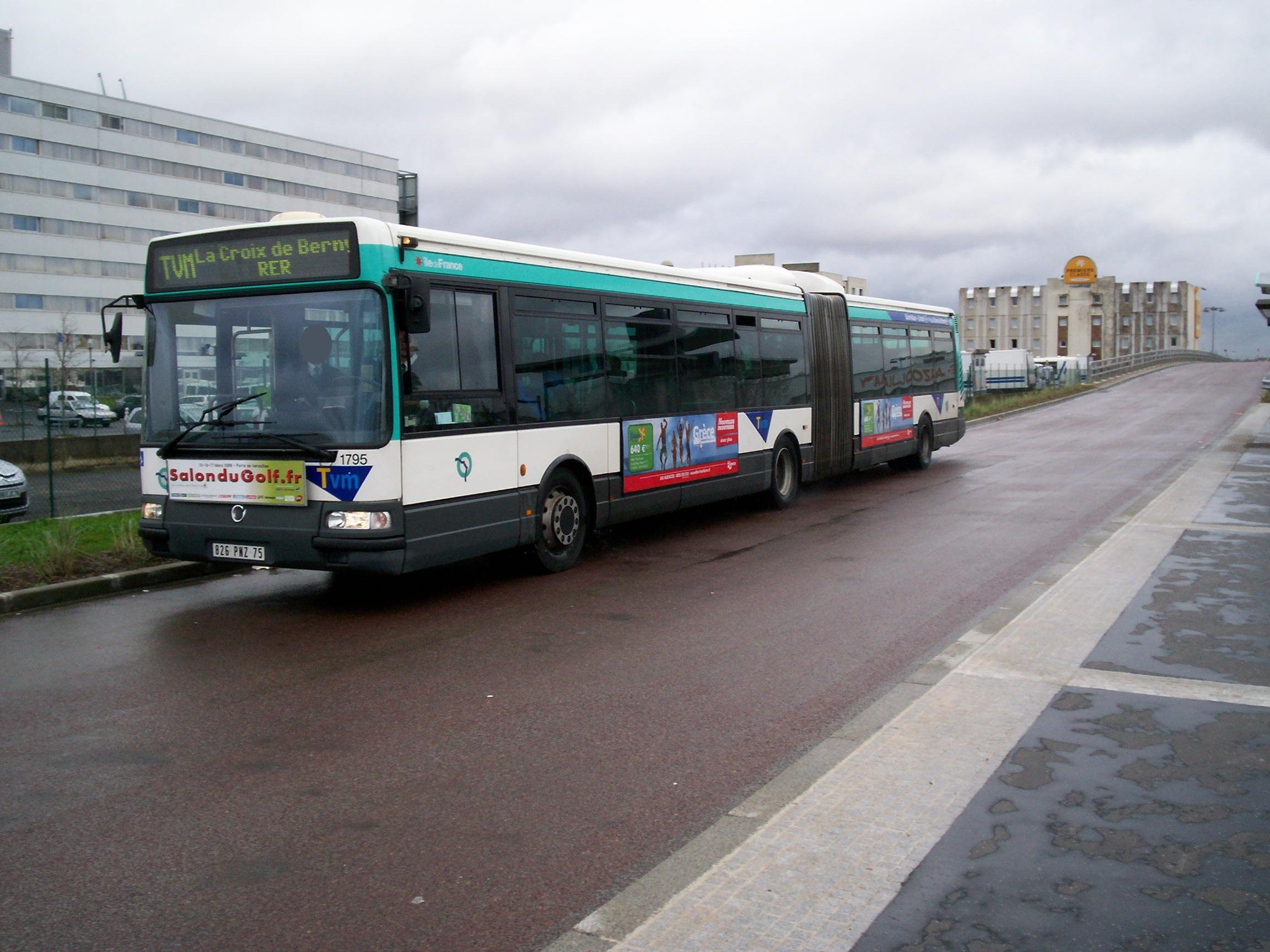
O Agora L no 1795 tendo acabado de passar pela ponte que atravessa a A106 (ao fundo) e chegando à estação Le Delta, em março de 2008.

Essa obra deveria ser realizada à noite, segundo Isabelle Vuillemard, gerente de projetos da RATP, pois, apesar da importância da obra, era preciso manter o trânsito rodoviário o maior tempo possível e nas melhores condições, mesmo que isso significasse duplicar sentir parte das pistas e fazer o trabalho pesado durante a noite. Esses dois desenvolvimentos devem, portanto, a longo prazo, permitir que os ônibus cheguem a Rungis, a Via dos Laitières, depois Fresnes ao lado do berçário da cidade de Paris.
Depois de terminadas as obras da A106 e mais de 30 noites de encerramento, durante a noite de quarta-feira 21 a quinta-feira 22 de junho de 2006, a RATP lançou o tabuleiro da ponte que atravessa a A86, operação considerada pelos responsáveis pelas obras como "muito delicado" Com efeito, foi necessário instalar caixotões acima das vias expressas, à noite, após o bloqueio da A86, causando engarrafamentos durante parte da noite. Este projeto exigia a utilização de uma grua de 800 toneladas, uma máquina muito potente, da qual não existiam mais de vinte exemplares na França, para levantar as 96 toneladas de aço de uma caixa de 43 metros de largura. Em seguida, durante duas horas, os operários fizeram os ajustes finais durante a instalação das lingas, as cordas que permitem o levantamento da carga. As manobras foram longas e meticulosas. Depois, teve-se que instalar o caixão, exercício feito por um operário que deve ter sido muito meticuloso. Na verdade, havia pouco espaço de manobra, apenas 5 centímetros para o caixão se encaixar em ambos os lados da ponte. Foi montado um primeiro trecho de 137 toneladas, sob o olhar de cerca de cinquenta espectadores, principalmente agentes da RATP envolvidos no projeto, bem como dos prefeitos das três comunas em causa (Fresnes, Rungis e Chevilly-Larue). Foi após várias tentativas que o caixão finalmente tomou o seu lugar, às 13h30, sob aplausos do público. Em seguida, uma laje de concreto de 25 centímetros de espessura foi lançada sobre a estrutura.
A realização da extensão não se limitou à realização das suas pontes, embora esta tenha sido a tarefa mais complexa do sítio, pois também foi necessário criar o corredor entre o Mercado Internacional de Rungis e a estação de La Croix de Berny, bem como criar ou renovar instalações na seção existente. Consequentemente, a superfície da via foi refeita no trecho existente e os abrigos de passageiros foram alterados, para ficarem semelhantes aos já existentes nas linhas de bonde T1 ou T2. Além disso, no novo trecho, foi implantado um sistema prioritário de ônibus nos semáforos, para garantir a regularidade dos ônibus e economia de tempo nas viagens graças ao aumento da velocidade comercial até 23 km/h.

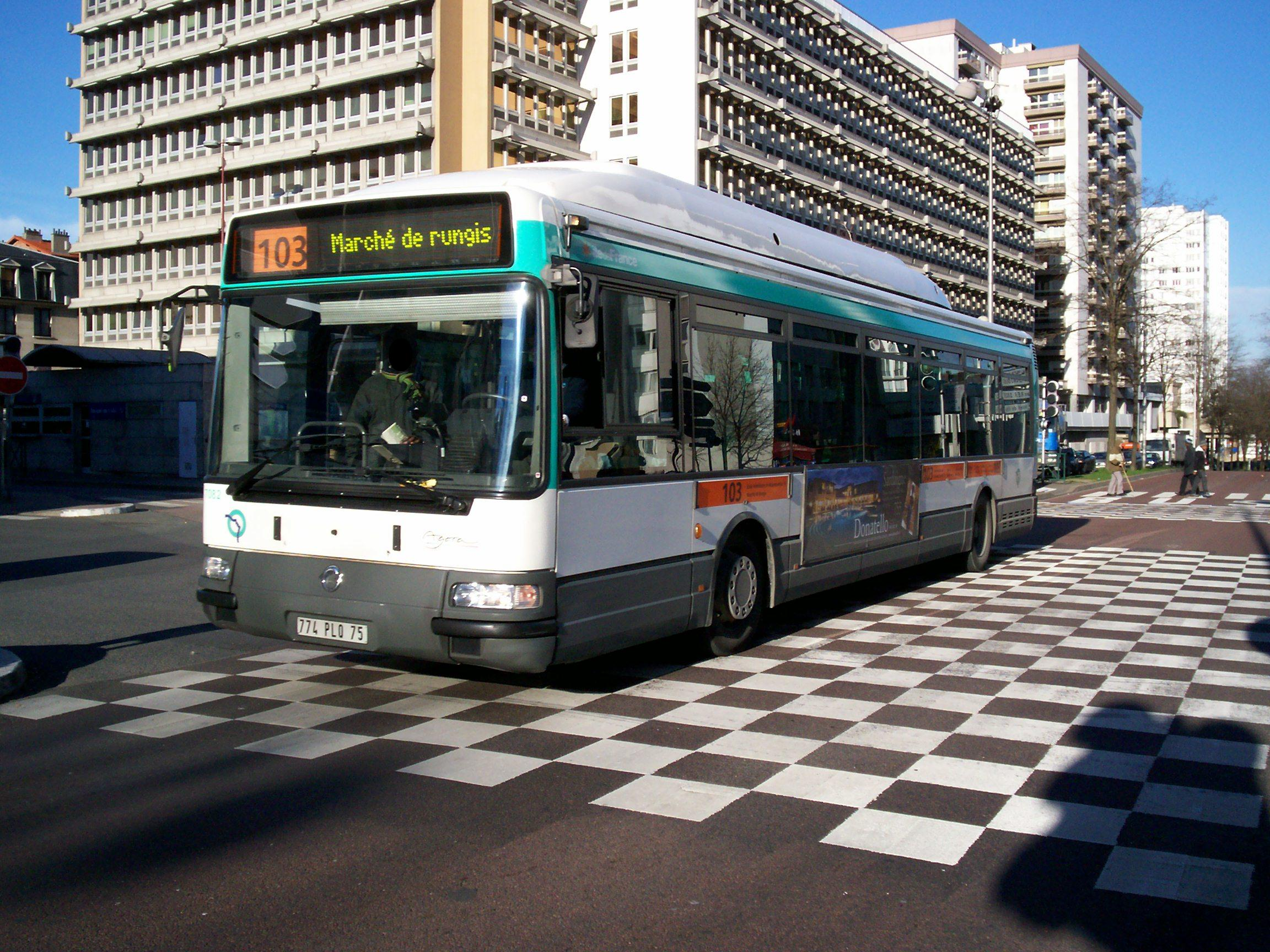
Um Agora NGV da linha 103, na estação Rouget de Lisle e na direção do Mercado de Rungis, em março de 2008.

Terminada toda a obra e após um período de simulação, a extensão da linha de Tvm é colocada em serviço, no sábado 21 de julho de 2007, durante um fim de semana livre em toda a linha, decidido pelo STIF, entidade organizadora dos transportes da região de Paris, para celebrar o evento. A partir de agora, as comunas de Chevilly-Larue, Fresnes e Antony estão ligadas à região leste de Paris graças à abertura de nove novas estações: Prefeitura Municipal de Chevilly-Larue, Le Delta, Parc Médicis, Montjean, Le Clos la Garenne, Le Petit Fresnes, Doutor Ténine, Berny - Raymond Aron e La Croix de Berny RER. Deverá assim permitir aos  e assalariados situados num raio de  de beneficiarem desta nova oferta, com o objetivo de atingir o número de 3,5 milhões de viagens por ano em toda a linha, ou seja, 65 800 viagens por dia em toda a linha, incluindo 11 700 viagens adicionais devido à extensão.
A prorrogação motivou a chegada de treze veículos adicionais do mesmo tipo dos já existentes na linha, necessários para manter a mesma frequência, apesar do alongamento do tempo de viagem; estes foram retirados dos da linha 183, que recebeu em compensação novos veículos articulados, os Lion's City G da fabricante alemã: MAN. Por fim, a chegada do Tvm a Antony levou a uma grande reestruturação da rede de ônibus do setor: a linha 103 foi estendida para Rungis Market, substituindo a linha 396, na porção Choisy-le-Roi - Rungis Market, agora limitada a Belle Épine Sud, mas estendida da estação de Antony para La Croix de Berny, enquanto que as linhas 184 e 186 se estendem para o Tvm e 379 abandonaram Fresnes para se limitar à estação de La Croix de Berny. No entanto, a extensão não causou imediatamente a do Noctilien 71 para La Croix de Berny, embora seja seu equivalente noturno: o N71 permaneceu limitado à rota original da linha. Teve que se esperar ser atendido até o final de 2013.

### Fortalecimento da oferta

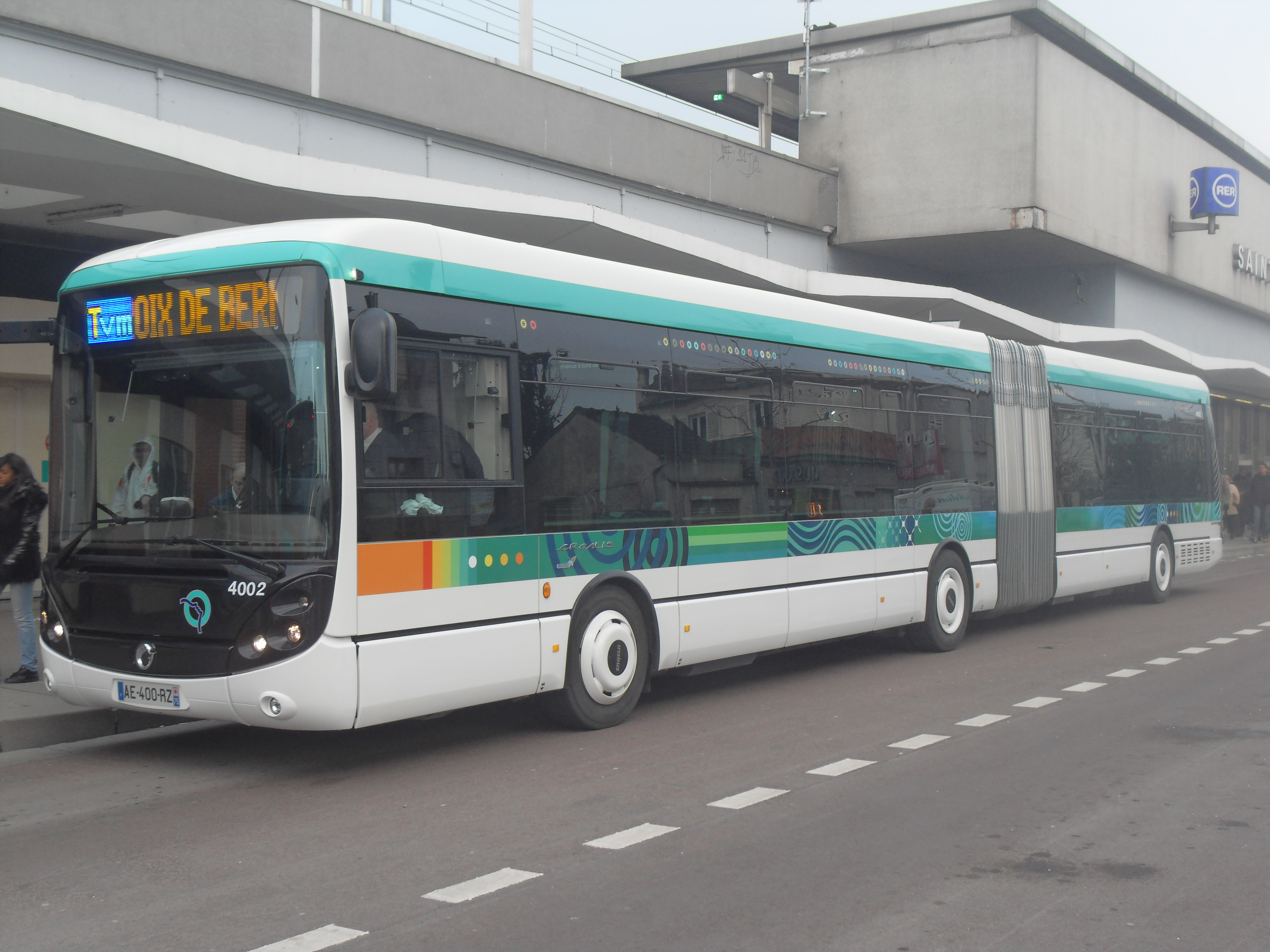
Le Crealis 18 na estação Saint-Maur-Créteil RER, em janeiro de 2010.

Para responder ao aumento da frequência nesta linha e favorecer a circulação dos utentes entre as zonas residenciais e as zonas de emprego ao longo da linha, o STIF decidiu durante a direcção de 10 de dezembro de 2008 de financiar integralmente a criação de 60 viagens adicionais por dia de segunda a sexta-feira, a transformação de cerca de vinte viagens parciais em viagens seguradas em toda a linha, bem como a chegada de mais três autocarros articulados para garantir o reforço nos horários de ponta, a frequência que vai de um ônibus a cada 4 e 30 minutos para um ônibus a cada 4 minutos. Fora dos horários de pico, o tempo de espera entre dois ônibus também diminuiu, passando de um tempo de espera de 6,30 minutos para um tempo de espera de 5 minutos. Aos sábados e domingos, a oferta também foi aumentada proporcionalmente. O custo deste reforço ascende a 1.567 milhões de euros para um ano completo. Essas mudanças estão em vigor desde 12 de janeiro de 2009.
Desde dezembro de 2009, um Crealis 18, um veículo Irisbus, está operando na linha, originalmente como parte de um experimento. Criado especialmente para aumentar a atratividade dos ônibus de alto nível (BRTs), o Créalis foi projetado com base no Citelis, por ser composto pelos mesmos equipamentos de produção que este. Distingue-se em particular por uma face frontal e um layout interior renovado baseado, entre outras coisas, em cores amadeiradas e telas planas. No entanto, oferece o mesmo modo de operação de um ônibus convencional.
Como esta experiência não se mostrou positiva, devido aos altos custos de fabricação, o Crealis 18 não pôde ser colocado em serviço na nova linha de transporte público em seu próprio local (TCSP) 393, em 19 de setembro de 2011. A RATP preferiu a entrega do Citelis 18, ônibus articulados mais convencionais, da mesma empresa, para garantir o funcionamento do 393.

### Desenvolvimentos desde setembro de 2011

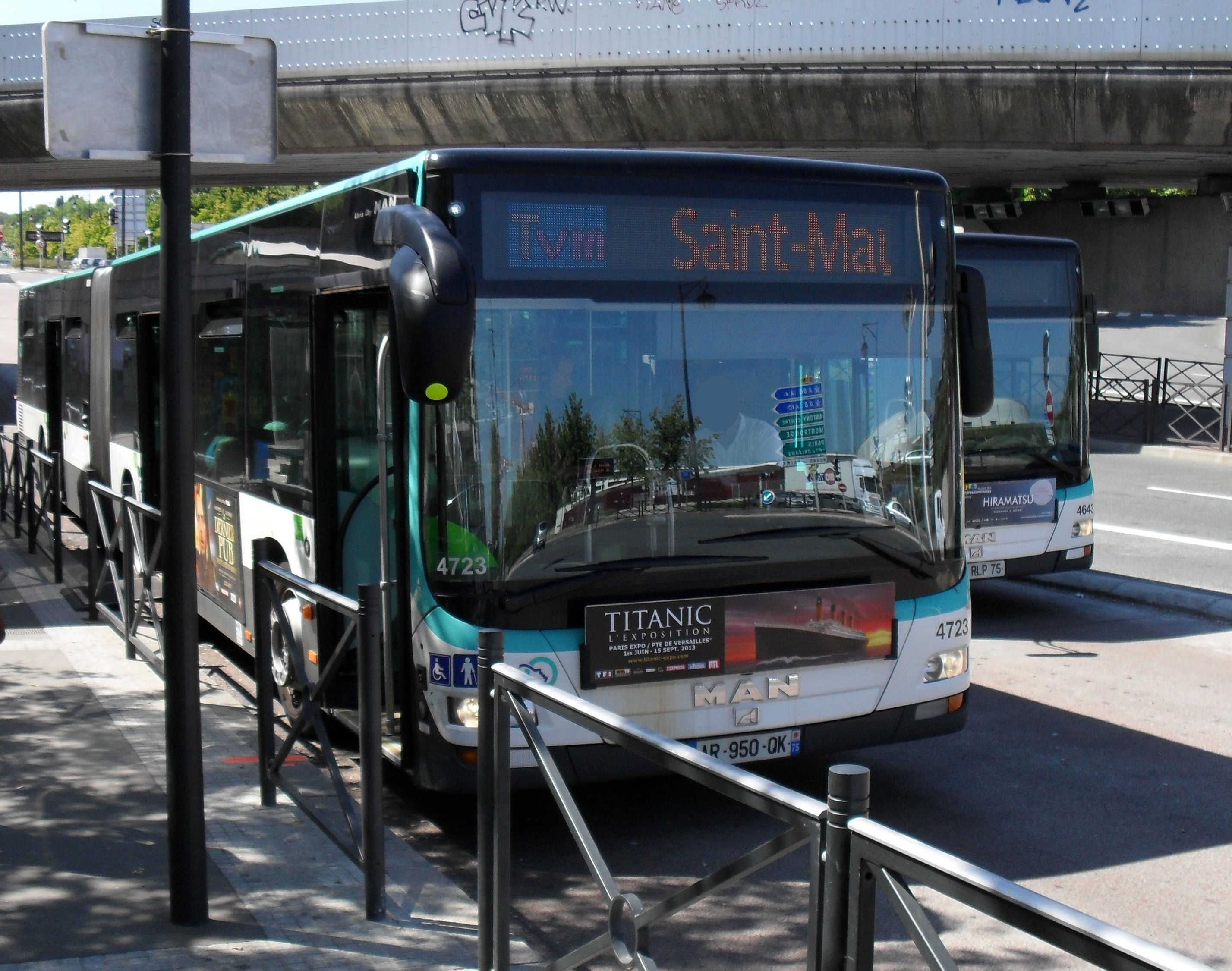
O Lion's City G nos 4643 e 4723 na estação Antony - La Croix de Berny RER, em agosto de 2013.

Em 7 de setembro de 2011, em antecipação ao comissionamento da nova linha 393, a estação Bas Marin foi removida. Em substituição, foi criada a estação Carrefour de la Résistance, terminal da nova linha 393, no cruzamento de mesmo nome, localizado em frente ao centro comercial Thiais Village.
Em 19-09-2011, a nova linha 393, uma linha com o mesmo status especial da Tvm, foi colocada em serviço entre o Carrefour de la Résistance e Sucy-Bonneuil RER. Desde então, o Tvm compartilha o mesmo trajeto que o 393 entre o Carrefour de la Résistance e o viaduto que atravessa o Carrefour Pompadour.
Durante o verão de 2013, a RATP foi responsável pela renovação do material rodante da linha: o Agora L "Euro 3", Após dez anos de serviço intensivo, saiu da linha e foi substituído por ônibus articulados mais recentes do tipo Lion's City G. Eles foram substituídos no verão de 2017 pelos Citaro G C2, mais recentes.

## Traçado e estações

### Traçado
O Tvm conecta na Île-de-France, a estação de Saint-Maur - Créteil à de La Croix de Berny, atravessando Saint-Maur-des-Fossés (Pont de Créteil), Créteil (Hôpital intercommunal, Igreja de Saint-Christophe, Centro hospitalar universitário Henri-Mondor, Conservatoire national de musique Marcel-Dadi, Universidade Paris-Est-Créteil-Val-de-Marne (Paris-XII), Prefeitura do Vale do Marne, Parc départemental du Val-de-Marne, Carrefour Pompadour), Choisy-le-Roi (Parque interdepartamental desportivo, Ponte de Choisy, Place Rouget-de-Lisle), Thiais (Centros comerciais Thiais-Village e Belle Épine, Cemitério parisiense), Chevilly-Larue (Mercado Internacional de Rungis, Zona de atividades de Rungis-Orly), Fresnes (Zona de atividade do Parc Médicis, zona de atividade comercial Silic, Centro Remand) e Antony (Subprefeitura dos Altos do Sena, Parque departamental de Sceaux).

### Estações

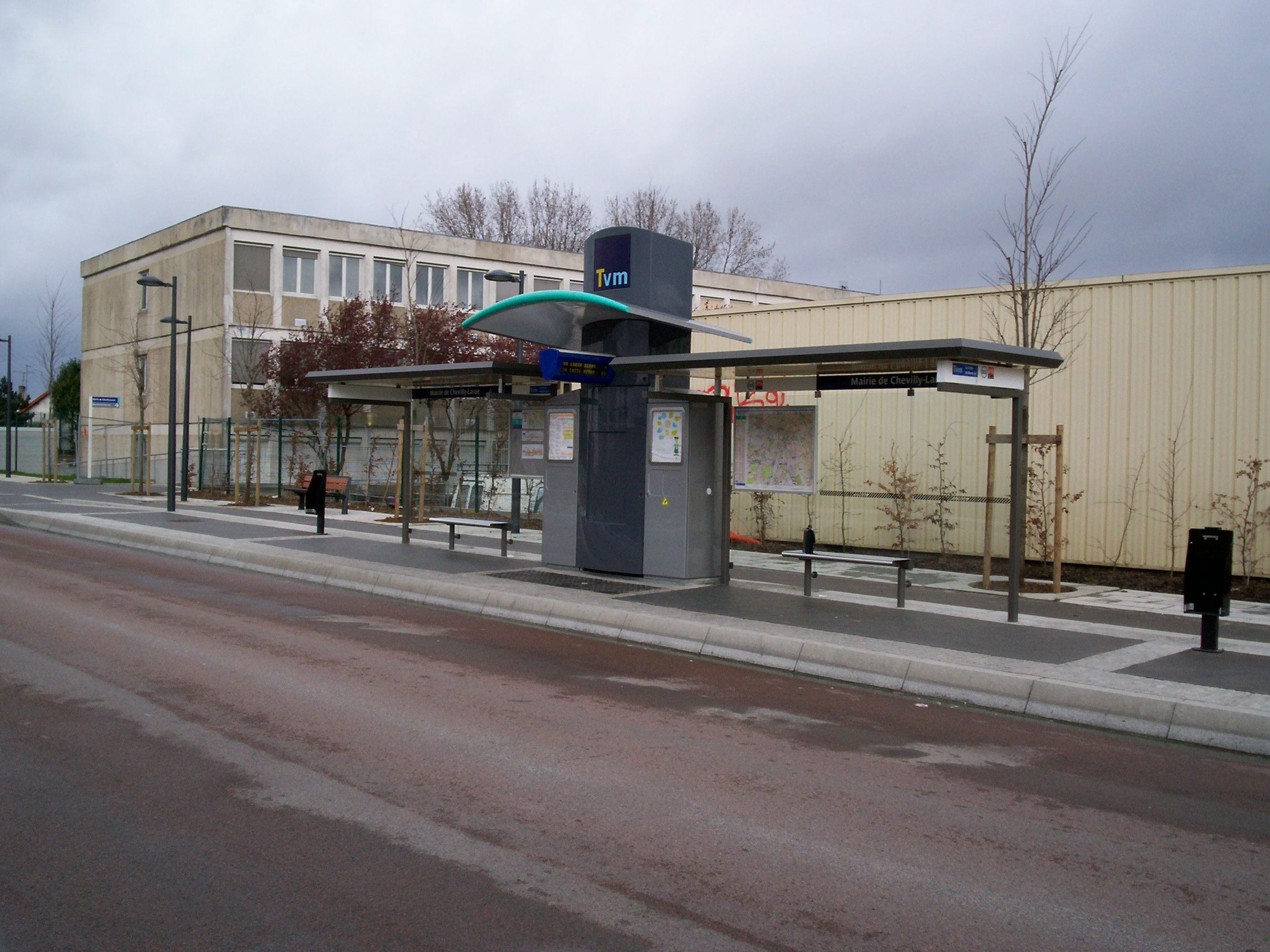
Abrigo de passageiros na estação Mairie de Chevilly-Larue, em março de 2008.

Plano da linha.

## Projetos

### Conexão com a linha Est-Tvm
Em 2017, a linha deverá estar em correspondência com a linha Est-Tvm, nas estações Créteil - Université, Église de Créteil, Hôpital Intercommunal, Pont de Créteil e Saint-Maur - Créteil RER.

### Conexão com a linha 9 do Tramway Île-de-France
Desde 10 de abril de 2021, a linha está em correspondência com a linha 9 do Tramway d'Île-de-France na estação Rouget de Lisle (Choisy-le-Roi).

### Conexão com a linha 10 do Tramway d'Île-de-France
Em 2023, a linha deverá se conectar com a linha 10 do Tramway d'Île-de-France na estação La Croix de Berny RER.

### Conexão com as linhas 14 e 15 do Grand Paris Express
Em 2024, a linha deve ser interligada com a linha 15, na estação de Saint-Maur - Créteil. Ela também fará uma correspondência com a linha 14 na estação Porte de Thiais - Marché International.

### Evolução potencial em linha T Zen
O eixo da linha Tvm é um dos eixos que pode acomodar potencialmente uma linha T Zen.

## Turismo

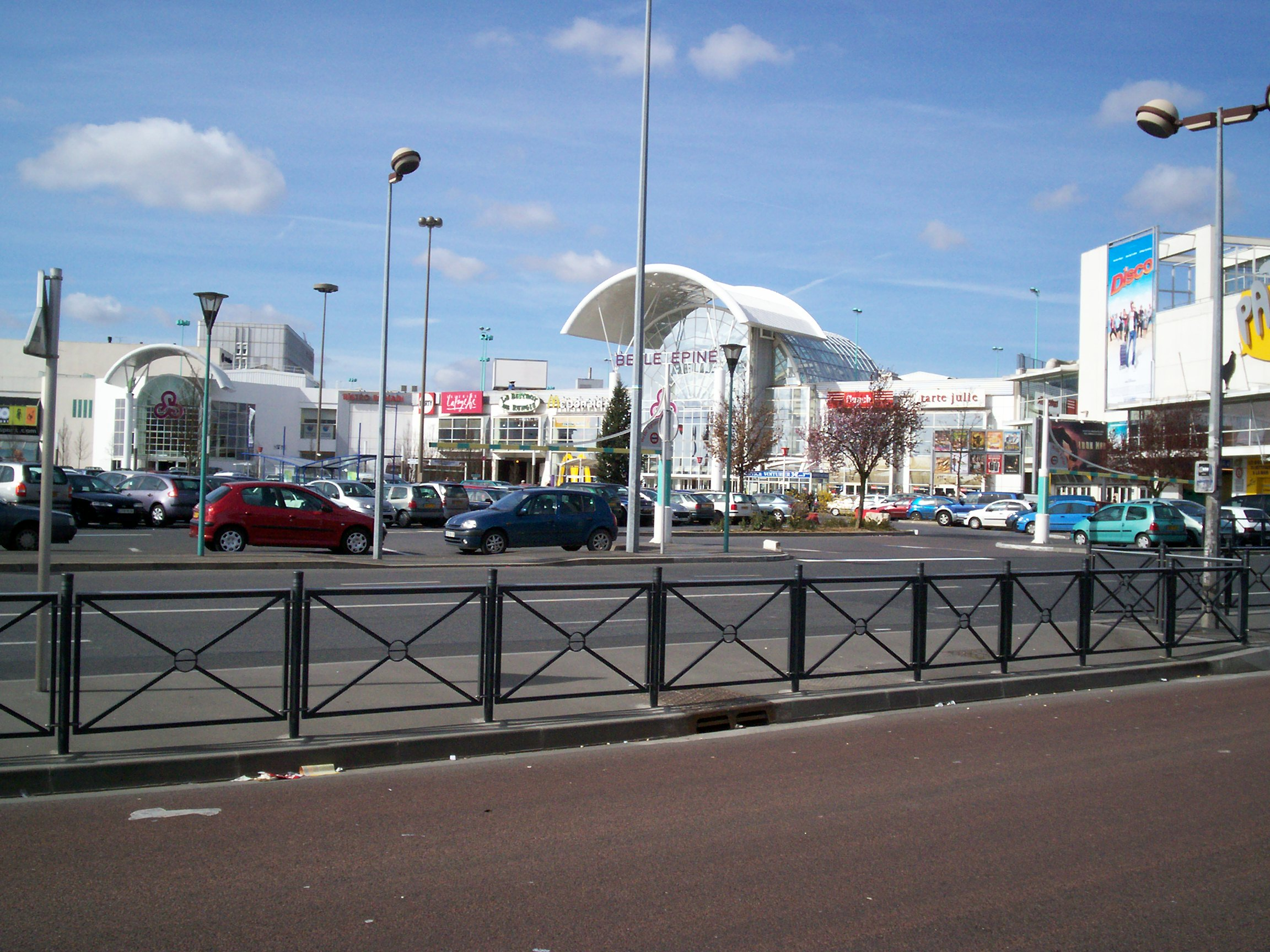
O Centro comercial Belle Épine.

A linha Tvm atende, de leste a oeste, os locais de atração seguintes:
- as margens do Marne na estação Pont de Créteil;
- o Centro comercial Créteil Soleil;
- o Lago de Créteil;
- as margens do Sena em Choisy-le-Roi;
- o Parque esportivo interdepartamental em Choisy-le-Roi;
- o Centro comercial Thiais Village;
- o Centro comercial Belle Épine;
- o Parque de Sceaux.

Entre as paradas “Parc Médicis” e “Montjean”, o corredor passa diante do Regard de la Loge, parte do antigo Aqueduto Médicis, inscrito como monumento histórico desde 1988.

### Artigos relacionados
- Ônibus d'Île-de-France • Rede de ônibus RATP • Linhas de ônibus RATP especiais
- RATP • Sindicato dos Transportes da Ilha de França (STIF)
- Corredor próprio • Ônibus de trânsito rápido • Linha de ônibus RATP 393
- Est-Tvm